# Kuwagata Yama
Kuwagata Yama är en kulle i Antarktis. Den ligger i Östantarktis. Norge gör anspråk på området. Toppen på Kuwagata Yama är 2 282 meter över havet.
Terrängen runt Kuwagata Yama är huvudsakligen platt, men norrut är den kuperad. Trakten är obefolkad. Det finns inga samhällen i närheten.